# Liste der Kulturdenkmäler in Steindorf (Wetzlar)
Die folgende Liste enthält die in der Denkmaltopographie ausgewiesenen Kulturdenkmäler auf dem Gebiet des Ortsteils Steindorf der  Stadt Wetzlar, Lahn-Dill-Kreis, Hessen.
Hinweis: Die Reihenfolge der Denkmäler in dieser Liste orientiert sich an der Anschrift, alternativ ist sie auch nach der Bezeichnung, der vom Landesamt für Denkmalpflege vergebenen Nummer oder der Bauzeit sortierbar.
Kulturdenkmäler werden fortlaufend im Denkmalverzeichnis des Landes Hessen durch das Landesamt für Denkmalpflege Hessen auf Basis des Hessischen Denkmalschutzgesetzes (HDSchG) geführt. Die Schutzwürdigkeit eines Kulturdenkmals hängt nicht von der Eintragung in das Denkmalverzeichnis des Landes Hessen oder der Veröffentlichung in der Denkmaltopographie ab.

| Bild            | Bezeichnung                                    | Lage                                                  | Beschreibung | Bauzeit       | Objekt-Nr. |
| --------------- | ---------------------------------------------- | ----------------------------------------------------- | --- | ------------- | ---------- |
| Bild gesucht BW |                                                | Bachstraße 2 LageFlur: 15, Flurstück: 125/1; 125/2    | |               | 25422 DDB  |
| Bild gesucht BW |                                                | Erbsengasse 11 LageFlur: 14, Flurstück: 306/1         | |               | 25424 DDB  |
| Bild gesucht BW | Gesamtanlage historischer Ortskern             | Lage                                                  | |               | 25434 DDB  |
| Bild gesucht BW |                                                | Kirchplatz 2 LageFlur: 14, Flurstück: 320/4           | |               | 25425 DDB  |
| weitere Bilder  | Evangelische Pfarrkirche, ehemals Heilig Kreuz | Kirchplatz 4 LageFlur: 15, Flurstück: 57/3            | Chorturmkirche mit mittelalterlichem Wehrturm und dreigeschossigem Laternenhelm des 18. Jahrhunderts, barockes Kirchenschiff mit Walmdach | um 1300, 1701 | 25421 DDB  |
| Bild gesucht BW |                                                | Oberdorfstraße 9 LageFlur: 16, Flurstück: 31/15; 32/6 | |               | 25433 DDB  |
| Bild gesucht BW |                                                | Oberdorfstraße 10 LageFlur: 15, Flurstück: 42; 33/1   | |               | 25427 DDB  |
| Bild gesucht BW |                                                | Unterdorfstraße 2 LageFlur: 15, Flurstück: 58/1       | |               | 25431 DDB  |
| Bild gesucht BW |                                                | Unterdorfstraße 4 LageFlur: 15, Flurstück: 65         | |               | 25432 DDB  |
| Bild gesucht BW |                                                | Unterdorfstraße 21 LageFlur: 14, Flurstück: 272       | |               | 25430 DDB  |